# Akercocke
Akercocke é uma banda de blackened death metal de Londres, Inglaterra. O nome da banda provém de um personagem do livro Fausto, de Robert Nye, e é caracterizada pelo seu conteúdo lírico de cunho fortemente satânico e sexual.

## Integrantes

### Última formação
- Jason Mendonça – vocal, guitarra
- David Gray – bateria e intrumentos de percussão
- Peter Benjamin – guitarra
- Sam Loynes – teclados
- Paul Scanlan – guitar

### Ex-membros
- "The Ritz" – keyboards (2003–2006)
- Peter Theobalds – bass guitar (1997–2007)
- Matt Wilcock – guitar (2004–2010)
- Daniel Knight – guitarra
- Peter Benjamin – Baixo

## Discografia

### Álbuns de estúdio
- Rape of the Bastard Nazarene (1999)
- The Goat of Mendes (2001)
- Choronzon (2003)
- Words That Go Unspoken, Deeds That Go Undone (2005)
- Antichrist (2007)
- Renaissance in Extremis (2017)